# Milburn (Oklahoma)
Milburn es un pueblo ubicado en el condado de Johnston en el estado estadounidense de Oklahoma. En el año 2010 tenía una población de 317 habitantes y una densidad poblacional de 264,17 personas por km².

## Geografía
Milburn se encuentra ubicado en las coordenadas 34°14′28″N 96°33′2″O / 34.24111, -96.55056 (34.241030, -96.550601).

## Demografía
Según la Oficina del Censo en 2000 los ingresos medios por hogar en la localidad eran de $21,528 y los ingresos medios por familia eran $29,375. Los hombres tenían unos ingresos medios de $24,375 frente a los $18,125 para las mujeres. La renta per cápita para la localidad era de $10,322. Alrededor del 29.4% de la población estaban por debajo del umbral de pobreza.